# 小行星68325
小行星68325（68325 Begues）是一颗绕太阳运转的小行星，为主小行星带小行星。该小行星于2001年4月23日发现。
該小行星以西班牙的貝格斯天文台（Observatori Astronòmic de Begues）命名。

## 轨道参数
小行星68325的轨道半长轴为3.0560160 UA，离心率为0.165。